# Vicariato apostólico de Trípoli

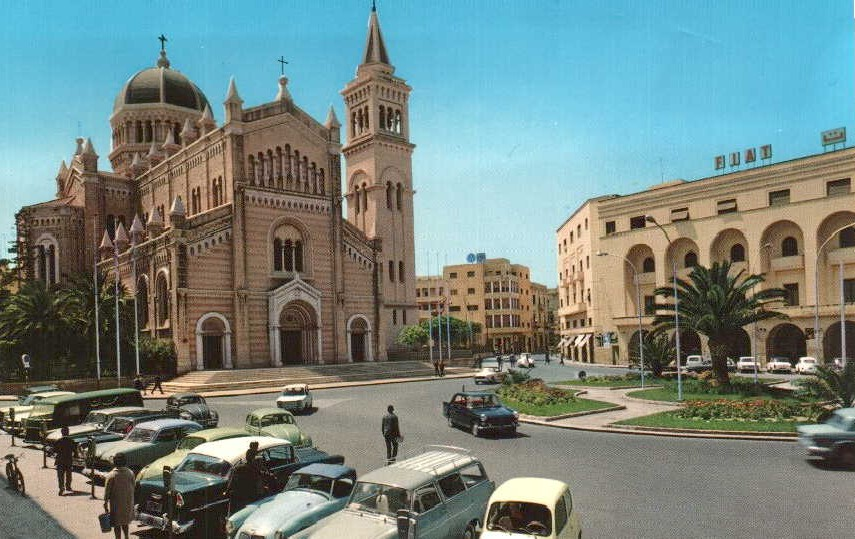
La catedral del Sagrado Corazón en la década de 1960

El vicariato apostólico de Trípoli (en latín: Vicariatus Apostolicus Tripolitanus y en árabe: النيابة الرسولية في طرابلس‎) es una circunscripción eclesiástica de rito latino de la Iglesia católica en Libia. Desde el 5 de febrero de 2017 su obispo es George Bugeja, O.F.M.

## Territorio y organización
El vicariato apostólico extiende su jurisdicción sobre los fieles católicos de rito latino residentes en los territorios de la antigua provincia italiana de Tripolitania.
La sede del vicariato apostólico está en la ciudad de Trípoli, en donde se encuentra la procatedral de San Francisco. La antigua Catedral del Sagrado Corazón fue confiscada en 1970 por el Gobierno libio y convertida en mezquita.
En 2020 el territorio estaba dividido en 2 parroquias. Existen las comunidades católicas africana, filipina, francesa de habla árabe, italiana y de la región de Sebha. Hay oficios religiosos en inglés, francés e italiano.

## Historia
Los orígenes del cristianismo en Tripolitania son muy antiguos. Durante el siglo V Tripolitania fue invadida por los vándalos, quienes siendo adeptos al arrianismo destruyeron muchas iglesias. Fue reconquistada luego por el Imperio bizantino, pero en 642 fue conquistada por los árabes musulmanes, comenzando la islamización de la población. Sin embargo, el cristianismo sobrevivió en pequeñas comunidades hasta el siglo XI. Posteriormente la islamización fue casi completa, excepto en muchos esclavos cristianos capturados por los piratas locales y por el período de ocupación europea de Trípoli: bajo dominio español de 1510 a 1530 y bajo control de los Caballeros de San Juan de 1530 hasta la ocupación otomana en 1551.
En 1630 dos esclavos misioneros franciscanos libertos recibieron la orden de la Propaganda Fide de permanecer en Trípoli para asistir a los esclavos cristianos. Esos misioneros fueron el origen de la misión franciscana fundada en 1643, erigiéndose la prefectura apostólica de Trípoli, con territorio nominal separado de la diócesis de Canarias. En 1818 la misión franciscana de Trípoli estableció una presencia en Cirenaica.
Al finalizar la guerra ítalo-turca en 1912 Italia obtuvo del Imperio otomano las provincias de Tripolitania, Cirenaica y Fezán, constituyendo juntas la Libia italiana en 1934. El 23 de febrero de 1913 la prefectura apostólica fue elevada a vicariato apostólico de Libia con el breve Mandatum illud del papa Pío X, tomando el nombre de vicariato apostólico de Libia y con jurisdicción en las 3 provincias. Hacia 1919 se habían construido 22 iglesias en Tripolitania. 
El vicariato apostólico de Cirenaica (hoy vicariato apostólico de Bengasi) fue erigido el 3 de febrero de 1927 con el breve Divinitus Nobis del papa Pío XI, separando el territorio de la Cirenaica italiana del vicariato apostólico de Libia, que a su vez asumió el nombre de vicariato apostólico de Tripolitania.
Debido a la creciente inmigración italiana, entre 1934 y 1938 se construyeron 8 pueblos coloniales italianos en Tripolitania, cada uno con su propia iglesia. Entre 1938 y 1939 se construyeron otros 7 pueblos más, y entre 1937 y 1941 otros 12. Del 10 al 14 de noviembre de 1937, Trípoli acogió el XII Congreso Eucarístico Nacional Italiano, al que asistió el cardenal Angelo Maria Dolci como legado papal.
Luego de que en 1934 fuera creada la provincia civil de Misurata al dividirse la colonia de Tripolitania, con parte del territorio del vicariato apostólico de Tripolitania el 22 de junio de 1939 fue creada la prefectura apostólica de Misurata mediante la bula Quo intra Libyae del papa Pío XII. Al mismo tiempo, el vicariato apostólico tomó su nombre actual.
El 24 de diciembre de 1951 el Reino de Libia obtuvo la independencia, comenzando el éxodo de la población italiana. El 1 de septiembre de 1969 se produjo el golpe de Estado y la proclamación de la República Árabe Libia. El 21 de julio de 1970 el Consejo Revolucionario ordenó la confiscación de todas las propiedades italianas, incluso las iglesias, y la expulsión de los colonos. Todas las iglesias fueron cerradas y todos los misioneros expulsados.
La antigua catedral de Trípoli, construida entre 1923 y 1928 y dedicada al Sagrado Corazón de Jesús, fue convertida en mezquita después de 1970. Posteriormente, la Santa Sede obtuvo permiso para reabrir la iglesia de San Francisco en Trípoli.
Luego de la expulsión de los misioneros y la confiscación de las iglesias en 1970, la prefectura apostólica de Misurata quedó de hecho reintegrada en el vicariato apostólico de Trípoli. Aunque para el Anuario Pontificio continúa existiendo, la última vez que se publicaron sus datos fue en 1971, actualizados a 1969.

## Episcopologio
- Pascal Canto, O.F.M. † (1643-?)
- Pietro Tognoletto da Palermo, O.F.M. † (?)
- Girolamo da Castelvetrano, O.F.M. † (1675-?)
- Maurizio da Lucca, O.F.M. † (1691-1698)
- Giovanni Francesco da Varese, O.F.M. † (1698- 7 de junio de 1700 falleció)
- Nicolò da Chio, O.F.M. † (17 de agosto de 1700-febrero de 1707 renunció)
- Francesco Maria da Sarzana, O.F.M. † (1707- 9 de abril de 1713 renunció)
- Pietro da Castelfranco, O.F.M. † (21 de agosto de 1713-1719?)
- Gian Andrea da Vignolo, O.F.M. † (1719?)
- Bernardino da Lucca, O.F.M. † (1746-1748 renunció)
- Benvenuto da Rose, O.F.M. † (?-1783 renunció)
- Clemente da Montalboldo, O.F.M. † (1783-1788?)
- Candido di Genova, O.F.M. †
- Gaudenzio da Trento, O.F.M. † (1790?-1795 renunció)
- Pacifico da Monte Cassiano, O.F.M. † (principios del siglo XIX)
- Benedetto da San Donato, O.F.M. † (1824)
- Filippo da Coltibuono, O.F.M. † (1832)
- Ludovico da Modena, O.F.M. † (?-1843)
- Venanzio da San Venanzio, O.F.M. † (1843-?)
- Angelo Maria da Sant'Agata, O.F.M. † (1861-1888)[4]
- Carlo da Borgo Giovi, O.F.M. † (1899)
- Giuseppe Bevilacqua da Barrafranca, O.F.M. † (1904)
- Bonaventura Rossetti, O.F.M. † (agosto de 1907-?)
- Ludovico Antomelli, O.F.M. † (23 de febrero de 1913-10 de marzo de 1919 nombrado obispo de Bagnoregio)
- Giacinto Tonizza, O.F.M. † (7 de agosto de 1919-16 de abril de 1935 falleció)
- Camillo Vittorino Facchinetti, O.F.M. † (9 de marzo de 1936-25 de diciembre de 1950 falleció)
- Vitale Bonifacio Bertoli, O.F.M. † (5 de abril de 1951-10 de marzo de 1967 falleció)
- Guido Attilio Previtali, O.F.M. † (26 de junio de 1969-3 de mayo de 1985 renunció)
- Giovanni Innocenzo Martinelli, O.F.M. † (3 de mayo de 1985-5 de febrero de 2017 retirado)
- George Bugeja, O.F.M., por sucesión el 5 de febrero de 2017

## Estadísticas
De acuerdo al Anuario Pontificio 2021 el vicariato apostólico tenía a fines de 2020 un total de 15 540 fieles bautizados.
| Año                                                                             | Población            | Población | Población      | Sacerdotes | Sacerdotes    | Sacerdotes    | Bautizados por sacerdote | Diáconos permanentes | Religiosos | Religiosos | Parroquias |
| Año                                                                             | Bautizados católicos | Total     | % de católicos | Total      | Clero secular | Clero regular | Bautizados por sacerdote | Diáconos permanentes | Varones    | Mujeres    | Parroquias |
| ------------------------------------------------------------------------------- | -------------------- | --------- | -------------- | ---------- | ------------- | ------------- | ------------------------ | -------------------- | ---------- | ---------- | ---------- |
| 1949                                                                            | 40 000               | 380 000   | 10.5           | 31         |               | 31            | 1290                     |                      | 30         | 115        | 18         |
| 1969                                                                            | 30 000               | 635 000   | 4.7            | 20         |               | 20            | 1500                     |                      | 37         |            | 9          |
| 1980                                                                            | 30 000               | 1 591 000 | 1.9            | 7          | 2             | 5             | 4285                     |                      | 5          | 50         | 2          |
| 1990                                                                            | 30 000               | 3 040 000 | 1.0            | 5          | 1             | 4             | 6000                     |                      | 4          | 30         | 1          |
| 1999                                                                            | 50 000               | 4 000     | 1.3            | 8          | 4             | 4             | 6250                     |                      | 4          | 32         | 1          |
| 2000                                                                            | 70 000               | 4 000     | 1.8            | 8          | 5             | 3             | 8750                     |                      | 3          | 27         | 1          |
| 2001                                                                            | 70 000               | 4 000     | 1.8            | 7          | 3             | 4             | 10 000                   |                      | 4          | 27         | 1          |
| 2002                                                                            | 70 000               | 4 000     | 1.8            | 8          | 4             | 4             | 8750                     |                      | 4          | 29         | 1          |
| 2003                                                                            | 70 000               | 4 000     | 1.8            | 9          | 3             | 6             | 7777                     |                      | 6          | 30         | 1          |
| 2004                                                                            | 70 000               | 4 500 000 | 1.6            | 8          | 2             | 6             | 8750                     |                      | 6          | 30         | 1          |
| 2007                                                                            | 100 000              | 5 000     | 2.0            | 6          | 2             | 4             | 16 666                   |                      | 4          | 28         | 1          |
| 2010                                                                            | 150 000              | 5 500 000 | 2.7            | 6          | 1             | 5             | 25 000                   |                      | 6          | 28         | 1          |
| 2014                                                                            | 50 000               | 6 204 000 | 0.8            | 5          | 1             | 4             | 10 000                   |                      | 6          | 12         | 1          |
| 2017                                                                            | 15 160               | 6 668 430 | 0.2            | 1          |               | 1             | 15 160                   |                      | 2          | 8          | 2          |
| 2020                                                                            | 15 540               | 6 834 000 | 0.2            | 1          |               | 1             | 15 540                   |                      | 1          | 8          | 2          |
| Fuente: Catholic-Hierarchy, que a su vez toma los datos del Anuario Pontificio. |                      |           |                |            |               |               |                          |                      |            |            |            |